# Марин Солячич
Марин Солячич (хорв. Marin Soljačić, нар. 7 лютого 1974, Загреб, Югославія) — хорватський науковець-фізик, відомий розробкою резонансного трансформатора.

## Біографія
Марин Солячич народився 7 лютого 1974 року в Загребі, Югославія, тепер Хорватія. Після закінчення гімназії №15 в Загребі він вчився в Массачусетському технологічному інституті, де він отримав диплом бакалавра з фізики та електротехніки в 1996 році. 1998 року отримав диплом магістра в Принстонському університеті, а 2000 року отримав вже звання доктора філософії з фізики. 2005 року став професором фізики в Массачусетському інституті. 2008 отримав стипендію МакАртура.
2007 року Марин Солячич та його асистенти зробили першу ефективну передачу електроенергії без випромінення на відстань двох метрів включивши лампу на 60 ватт. Ефективність передачі енергії склала 40%. Експерименти та робота з безпровідною передачі енергії Солячича схожі за своїм духом з роботою Ніколи Тесли початку XX століття. Разом з тим вони і суттєво відрізняються: на відміну від безпровідної передачі енергії на великі відстані у Тесли, група Солячича зосереджується тільки на коротких відстанях. Також на відміну від трансформатора Тесли, який резонансно передає енергії електрополями, Солячич використовує з'єднання першочергово за рахунок магнітних полів. Ця робота проводиться в компанії Солячича WiTricity.
Крім безпровідної передачі енергії Солячич працює над низкою проблем електромагнетизму в матеріалах, структурованих за шкалою довжини хвилі, таких як мікро- та нано- структурованих матеріалів для інфрачервоного світла. Його останнє дослідження пов'язане з використанням фотонних кристалів та фотоелектричних комірок отримало грант від Міністерства енергетики США на суму 20 млн доларів.